# 8e cérémonie des San Francisco Film Critics Circle Awards
La 8e cérémonie des San Francisco Film Critics Circle Awards, décernés par la San Francisco Film Critics Circle, a eu lieu le 14 décembre 2009, et a récompensé les films réalisés dans l'année.

## Palmarès
- Meilleur film :
  - Démineurs (The Hurt Locker)
- Meilleur réalisateur :
  - Kathryn Bigelow – Démineurs (The Hurt Locker)
- Meilleur acteur :
  - Colin Firth pour le rôle de George dans A Single Man
- Meilleure actrice :
  - Meryl Streep pour le rôle de Julia Child dans Julie et Julia (Julie and Julia)
- Meilleur acteur dans un second rôle :
  - Christian McKay pour le rôle d'Orson Welles dans Me and Orson Welles
- Meilleure actrice dans un second rôle : 
  - Mo'Nique pour le rôle de Mary Lee Johnston dans Precious (Precious: Based on the Novel 'Push' by Sapphire)
- Meilleur scénario original :
  - Inglourious Basterds – Quentin Tarantino
- Meilleur scénario adapté :
  - Fantastic Mr. Fox – Wes Anderson  et Noah Baumbach
- Meilleure photographie :
  - A Serious Man – Roger Deakins
- Meilleur film en langue étrangère :
  - Nous, les vivants (Du levande) •  Suède
- Meilleur film d'animation :
  - Coraline
- Meilleur film documentaire :
  - Anvil ! (Anvil! The Story of Anvil)
- Citation spéciale :
  - Sita Sings the Blues
- In Memoriam :
  - Rose Kaufman
- Marlon Riggs Award (for courage & vision in the Bay Area film community)
  - Everything Strange and New – Frazer Bradshaw
  - Medicine for Melancholy – Barry Jenkins